# Paranoia 2
| Recensione | Giudizio |
| ---------- | -------- |
| AllMusic   | positivo |

Paranoia 2 (o P2) è un mixtape commerciale del rapper statunitense Dave East, pubblicato nel 2018 da Def Jam e Mass Appeal. L'artista stesso considera il disco come un EP in previsione del primo album solista.

## Tracce
1. Talk to Big – 4:28 – V Don, MP Williams (prod. agg.)
2. Prosper – 3:57 – Joe Joe Beats
3. Woke Up (featuring Tory Lanez) – 3:12 – Reazy Renegade
4. Powder – 3:35 – Humbeats
5. Corey – 5:16 – Cardiak, DJ Khalil (co-prod.)
6. Thank You – 3:43 – Illmind
7. I Can Not – 3:27 – Triple A
8. Regular Harlem Shit (featuring Pimp Pimp P) – 0:50
9. Annoying (featuring T.I.) – 2:58 – Dave East & T.I.
10. What Made Me – 3:57 – Buda & Grandz, Citoonthebeat
11. Violent (featuring Lloyd Banks) – 3:55 – Dave East
12. Keisha Pt 2 – 4:00 – Raekwon
13. Maintain (featuring Bino Rideaux) – 2:46 – Dinero Gotti
14. Never Been (featuring Tory Lanez) – 3:46 – Buda & Grandz, Joe Joe Beats (co-prod.), Beat Butcha (prod. agg.)
15. Grateful (featuring Marsha Ambrosius) – 6:24 – Street Symphony, Kangaroo

## Classifiche settimanali
| Classifica (2018)         | Posizione massima |
| ------------------------- | ----------------- |
| Stati Uniti               | 61                |
| US Digital Albums         | 16                |
| US Top Rap Albums         | 24                |
| US Top R&B/Hip-Hop Albums | 30                |